# 게임돌림픽 2019 : 골든카드
《게임돌림픽 2019 : 골든카드》는 2019년에 OGN에서 방송된 아이돌 e-스포츠 대결 프로그램이다.